# Альтиспинакс
Альтиспинакс (лат. Altispinax, буквально —  «с высокими шипами») — сомнительный род крупных хищных тероподовых динозавров из раннемеловой (барремский ярус) формации Obernkirchen Sandstein, Нижняя Саксония, Германия. Известен по единственному окаменелому зубу. К роду также был отнесён ископаемый материал из Hastings Beds (валанжинский ярус), Purbeck Beds (ранний мел) и Lower Greensand (аптский ярус) Англии, а также из Weald Clay (готеривский — барремский ярусы) Англии и Бельгии, однако этот материал может и не принадлежать альтиспинаксу. Три спинных позвонка с высокими шипами, ранее обычно ассоциированных с этим родом динозавров и послуживших причиной для названия, позже были отнесены к отдельному роду Becklespinax.

## История изучения

### Altispinax dunkeri
Типовой вид, Megalosaurus dunkeri, первоначально был описан в 1884 году профессором Вильгельмом Дамесом во время лекции. Конспект лекции был фактически опубликован в 1885 году, но поскольку лекция была в форме ежегодника 1884 года, то обычно указывается последняя дата. Тем не менее, некоторые источники указывают 1887 год в качестве года публикации и обозначают вид как Megalosaurus dunkeri, поскольку в этом году Эрнст Кокен заново описал и снабдил опубликованной иллюстрацией типовой образец, единственный зуб. Видовой эпитет дан в честь палеонтолога Вильгельма Дункера, который, многими годами ранее, обнаружил этот зуб на холмах Дайстер, в основном угольном пласте Обернкирхена. Голотип был добавлен в коллекцию Университета Марбурга под номером UM 84.

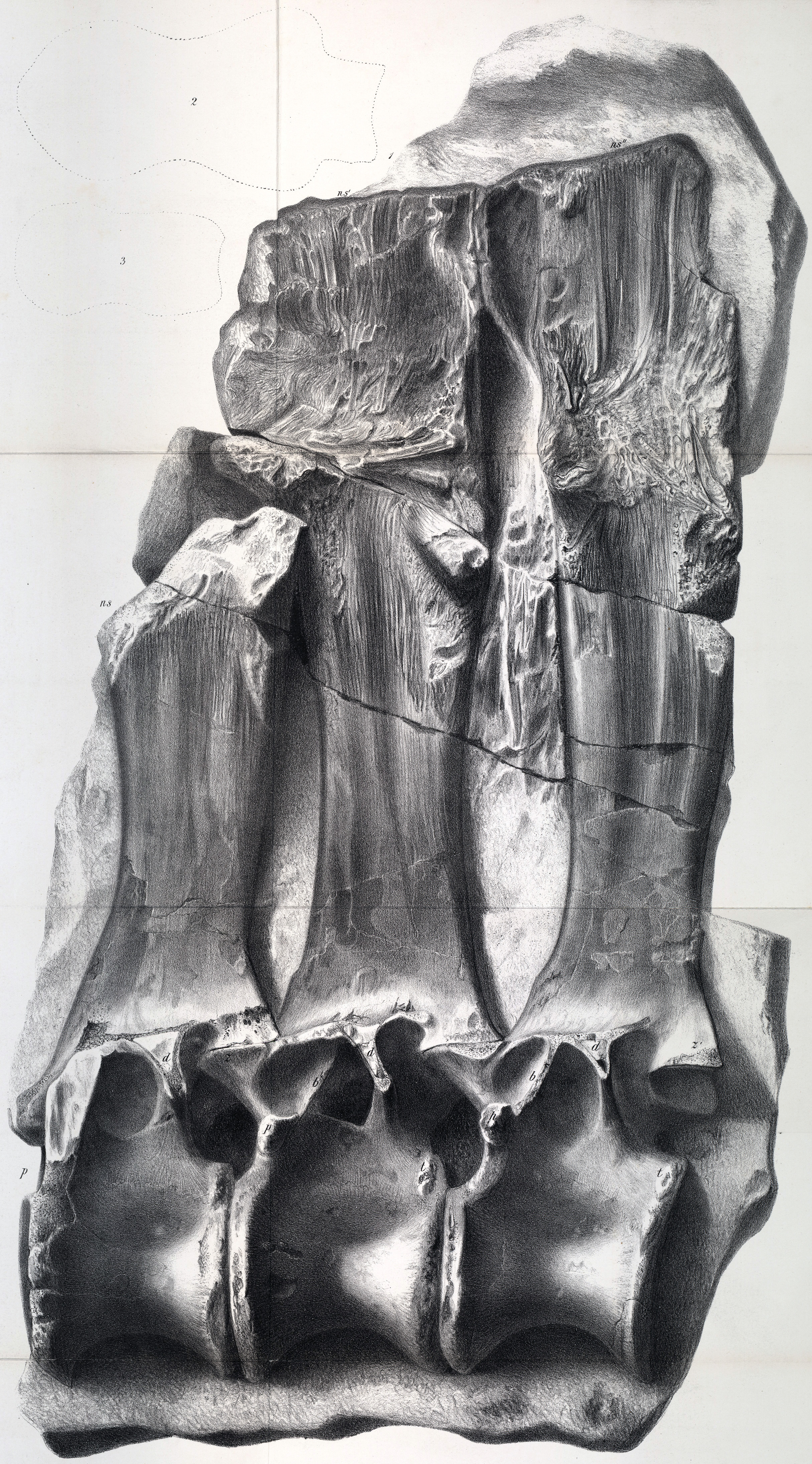
Образец BMNH R1828

В 1888 году Ричард Лидеккер назначил множество фрагментарных образцов из раннего мела Англии, которые были соотнесены в литературе с мегалозавром, к виду Megalosaurus dunkeri, под которым стали, таким образом, понимать раннемелового европейского теропода. Один предполагаемый образец Megalosaurus dunkeri из формации Водхёрст Клэй, однако, в 1889 году стал голотипом нового вида Megalosaurus oweni. В 1923 году Фридрих фон Хюне создал отдельный род для Megalosaurus dunkeri: Altispinax. Родовое название происходит от латинского altus, что означает «высокий» и новолатинского spinax, «шип». Название было дано исходя из внешнего вида образца BMNH R1828, серии трёх грудных позвонков с очень длинными отростками, которые фон Хюне отнёс к виду. Несмотря на то, что новая комбинация типового вида Megalosaurus dunkeri должна была называться Altispinax dunkeri, фактически второе название не встречается в публикации 1923 года. Первым, кто использовал его, стал Оскар Кун в 1939 году. В отличие от обычной практики, фон Хюне в 1926 году снова назвал альтиспинакса, основываясь на позвонках, при условии, что можно показать их причастность к материалу Megalosaurus dunkeri. Однако, подобное повторное наименование окаменелостей невалидно.
В исследовании 2016 года Майкл Майш посчитал Altispinax dunkeri валидным таксоном. Автор утверждал, что фон Хюне не создал новый род Altispinax для Megalosaurus dunkeri, Dames (1884); скорее, он создал новый вид Altispinax dunkeri путем преднамеренного использования в неправильной идентификации в соответствии со статьей 11.10 Международного кодекса зоологической номенклатуры. Согласно Майшу, оригинальное описание A. dunkeri на самом деле было основано не на образце голотипа Megalosaurus dunkeri, а на диагностическом материале — трёх сочленённых позвонках из Восточного Суссекса, том же самом образце, который впоследствии лёг в основу типового образца для Becklespinax altispinax. Майш посчитал Becklespinax объективным младшим синонимом альтиспинакса, а Becklespinax altispinax — объективным младшим синонимом Altispinax dunkeri.

### Becklespinax
После 1926 года альтспинакса обычно рассматривали как британского динозавра с высоким парусом на спине. Однако позже стало понятно, что немецкий образец, зуб, был недиагностируемым, что делает альтиспинакса nomen dubium без убедительных доказательств причастности к спинным отросткам. В 1988 году Грегори С. Пол создал отдельный вид для серии позвонков, которые он отнёс к акрокантозавру как Acrocanthosaurus? altispinax. Как понятно из наличия знака вопроса, сам Пол считал это наименование предварительным. Таким образом, в 1991 году Джордж Ольшевский назвал отдельный род Becklespinax для отростков позвонков.

### Другие виды

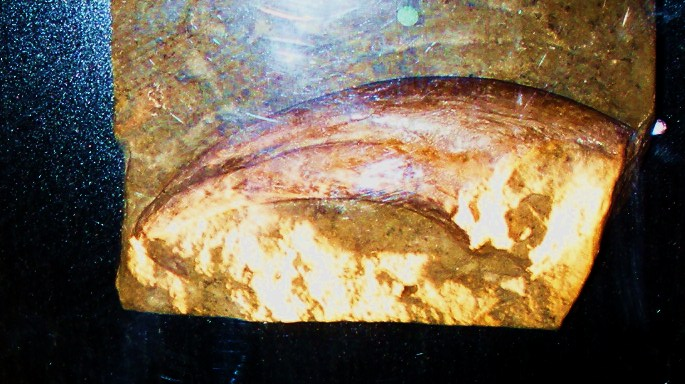
Коготь ноги (образец BMNH 2482), предварительно отнесённый к альтиспинаксу фон Хюне в 1926 году. Музей естественной истории, Лондон

Четыре других вида названы в пределах рода альтиспинакс. В 1923 году фон Хюне переименован Megalosaurus oweni (Lydekker, 1889), основанный на плюсневой кости BMNH R2559, в Altispinax oweni. В 1991 году Ольшевский создал отдельный род Valdoraptor для этого вида. В 1932 году фон Хюне переименован Megalosaurus parkeri (Huene, 1923) в Altispinax parkeri. Этому виду в 1964 году было дано отдельное общее название метриакантозавр. В 2000 году Оливер Рохат, заключив, что наименование фон Хюне 1923 года было невалидным, поскольку комбинация Altispinax dunkeri упомянута не была, решил, что название 1928 года было валидным и относилось только к позвонкам. Тогда название Becklespinax лишнее, а название Altispinax может быть сохранено новой комбинацией для позвонков, Altispinax altispinax. Таким образом, это название является младшим объективным синонимом для Becklespinax. То же самое верно и для Altispinax lydekkerhueneorum, nomen nudum 1995 года, использованного С. Пикеринг для позвонков.

## Материал
Единственным ископаемым, которое может быть с уверенностью отнесено к материалу альтиспинакса, является зуб, состоящий из 6-сантиметровой верхушки и основы высотой 22 миллиметра. Он умеренно загнутый, с пилообразной насечкой на заднем крае по всей длине до основания. Дамес пришёл к выводу, что существуют две черты, в которых зуб М. dunkeri отличался от М. bucklandii: отсутствие зазубрин на переднем крае и уплощённое поперечное сечение. Тем не менее, уже Лидеккер отметил, что зазубрины могли стереться, а большая уплощённость могла быть вызвана сжатием ископаемого.

## В массовой культуре
- Пара альтиспинаксов, которые были названы беклеспинаксами, появились в роли второстепенных антагонистов в первом сезоне телесериала Мир юрского периода: Теория хаоса  в 2024 году[16].